# Buriti dos Montes
Buriti dos Montes är en kommun i Brasilien.   Den ligger i delstaten Piauí, i den östra delen av landet, 1 400 km nordost om huvudstaden Brasília. Antalet invånare är 7 977.
Omgivningarna runt Buriti dos Montes är huvudsakligen savann. Runt Buriti dos Montes är det mycket glesbefolkat, med 2 invånare per kvadratkilometer.